# Санчо I (король Майорки)
Санчо I Миролюбний (*Sanç I el Pacific, між 1274 та 1276 — 4 вересня 1324) — король Майорки у 1311—1324 роках.

## Життєпис

### Молоді роки
Походив з Барселонської династії. Син Хайме ІІ, короля Майорки, та Ескларамунди де Фуа. Народився в Перпіньяні (Руссільйонське графство). У 1286 році під час війни батька з Альфонсо III, королем Арагону, війська останнього захопили Руссільйон і Майорку. В цей час до полону потрапляє Санчо, його мати і брат Хайме. Тут вони перебували до 1295 року, коли за угодою в Ананьї були звільнені, а Хайме II отримав назад усі свої володіння.
Після цього батько відправив Санчо до Парижа, де той здобув освіту. У 1299 році його старший брат Хайме постригся в ченці. Тому спадкоємцем трону став Санчо. Але деякий час його статус оскаржував інший брат Фердинанд. Тому лише у 1302 році Санчо офіційно оголошено спадкоємцем Хайме II. У 1304 році було укладено шлюб з донькою короля Неаполя. Фактично він відбувся у 1309 році.

### Королювання
Після смерті батька у 1311 році стає новим королем. Санчо I намагався продовжувати політику батька щодо стабілізації становища в королівстві й боровся проти жителів столиці королівства Пальми, які виступали за автономію міста. Цим скористався Хайме II, король Арагону, який втрутився у справи Майорканського королівства. Проте папі римському Іоанну XXII 1315 року вдалося замирити родичів. Натомість Санчо I зобов'язувався допомогти Арагону в майбутньому завоюванні Сардинії та Корсики.
Водночас король Майорки від самого початку правління намагався створити потужний флот, який би сперечався з флотами Генуї та Венеції. Для цього активно вимагав гроші в торговців-жидів. У 1315 році за перехід німецьких християн у юдаїзм наклав на жидівську громаду значний штраф і конфіскував синагогу, після цього позбавив усіх привілеїв, що були надані його попередниками. Лише у 1323 році частково відновив привілеї та права жидів.
У 1320 року спрямував свої війська на підтримку арагонського війська, яке вдерлося до Сардинії. У 1321 році визнав зверхність Арагону, сплативши відповідну данину. При цьому відмовився визнавати васалітет від Франції стосовно до сеньйорії Монпельє. Впровадив законодавство для боротьби з браконьєрством. При цьому за наказом короля було зведено потужну берегову оборону Майорки від африканських піратів.
У Санчо I не було законних дітей, тому постала проблема спадщини. Хайме II Арагонський наполягав на тому, що усі володіння Санчо I повинні були перейти до нього. Але у 1322 році король впровадив закон, за яким спадкоємцем трону ставав його старший небіж Хайме, у випадку смерті того — молодший небіж Фердинанд. Для їхньої підтримки утворено регентську раду. Це рішення підтримав Філіп IV, король Франції.
Помер у 1324 році від нападу астми, трон успадкував небіж Хайме. Поховано було у кафедральному соборі Перпіньяну.

## Родина
Дружина — Марія, донька Карла II Анжу, короля Неаполя.
Дітей не було
4 бастарди